# Bahnhof Krefeld-Linn
Der Bahnhof Krefeld-Linn ist ein Regionalbahnhof und liegt an der Strecke Osterath–Essen, für die die Rheinische Eisenbahn-Gesellschaft am 16. Juli 1863 die Konzession bekam. Am 1. September 1866 wurde die Strecke eröffnet. Am 15. Oktober 1874 wurde der Bahnhof Linn an dieser Strecke eröffnet, das erste Empfangsgebäude wurde ebenfalls zu diesem Zeitpunkt in Betrieb genommen.
Der Bahnhofsname wurde 1905 in Crefeld-Linn und 1925 in Krefeld-Linn geändert. Diese Bezeichnung gilt bis heute.
1907 eröffnete in Linn ein neues Empfangsgebäude, das heute noch erhalten ist (das alte wurde 1912 abgerissen). Es wird seit rund 20 Jahren nicht mehr verwendet und ist im Stadium des fortgeschrittenen Verfalls.

## Personenverkehr
| Linie | Linienverlauf | Takt   | Gleis |
| ----- | --- | ------ | ----- |
| RB 33 | Rhein-Niers-Bahn: Essen-Steele – Essen Hbf – Essen West – Mülheim (Ruhr) Hbf – Mülheim (Ruhr)-Styrum – Duisburg Hbf – Duisburg-Hochfeld Süd – Rheinhausen Ost – Rheinhausen – Krefeld-Hohenbudberg Chempark – Krefeld-Uerdingen – Krefeld-Linn – Krefeld-Oppum – Krefeld Hbf – Forsthaus – Anrath – Viersen – Mönchengladbach Hbf – Rheydt Hbf – Wickrath – Herrath – Erkelenz – Hückelhoven-Baal – Brachelen – Lindern – Geilenkirchen – Übach-Palenberg – Herzogenrath – Kohlscheid – Aachen West – Aachen Schanz – Aachen Hbf Stand: Fahrplanwechsel Juni 2022 | 60 min | 1/2   |
| RB 35 | Emscher-Niederrhein-Bahn: Gelsenkirchen Hbf – Essen Zollverein Nord – Essen-Altenessen – Essen-Bergeborbeck – Essen-Dellwig – Oberhausen Hbf – Duisburg Hbf – Duisburg-Hochfeld Süd – Rheinhausen Ost – Rheinhausen – Krefeld-Hohenbudberg Chempark – Krefeld-Uerdingen – Krefeld-Linn – Krefeld-Oppum – Krefeld Hbf – Forsthaus – Anrath – Viersen – Mönchengladbach Hbf Stand: Fahrplanwechsel Dezember 2021 | 60 min | 1/2   |

### Stadtbahn und Straßenbahn
Folgende Straßenbahnlinie hält am Bahnhof Krefeld-Linn. Sie wird von der SWK Mobil betrieben.
| Linie | Linienverlauf                             | Takt   |
| ----- | ----------------------------------------- | ------ |
| 044   | Hüls – Krefeld Hbf – Linn Bf – Rheinhafen | 15 min |

### Buslinien
Folgende Buslinie hält am Bahnhof Krefeld-Linn. Sie wird von der SWK Mobil betrieben.
| Linie | Verlauf |
| ----- | --- |
| 047   | Krefeld-Stahldorf Höffgesweg – Fischeln Rathaus – Oppum Bf – Bockumer Platz – Linn Bf – Linn – Krefeld-Gellep-Stratum |

## Güterverkehr
Neben den Bahnsteiggleisen gibt es noch mehrere Durchgangs- und Ausweichgleise, weil hier nach Süden die nur im Güterverkehr befahrene Strecke zur linksniederrheinischen Strecke abzweigt. Auch die Zufahrt zum Instandhaltungswerk Krefeld zweigt hier ab. Im Norden liegt der Anschluss der Hafenbahn Krefeld.